# Cariyeler ve Geceler
Cariyeler ve Geceler è un album pubblicato nel 2005 dal musicista turco Can Atilla.

## Tracce
1. Cariyeler Ve Geceler – 5:12
2. Hamamda İlk Gözyaşları – 5:41
3. Mara Despina – 6:53
4. Rozalina – 4:36
5. İstambul'da İlk Gezinti – 5:22
6. Peçenin Ardındaki Gözler – 5:57
7. Esir Pazarı – 5:50
8. Tüller, Tenler, Nefesler – 6:14
9. Roksalan (Hürrem Sultan) İçin Taksim' – 4:26
10. Anılar, Yapraklar, Mektuplar – 7:05
11. Uzaklardan Bir Kız – 3:41
12. Cariyeler Ve Geceler (radio edit) – 3:51

## Formazione
- Ash Gültekin: voce soprano (brano 4)
- Ayça Dönmez: voce solista (brani 1 e 12), coro (brani 1,6,12)
- Basak Gülec, Burcu Gülec: coro (brani 1,6,12)
- Berat Tekin: darabouka, tamburello, cembalo (brani 1,5,6,7,8,12)
- Bora Celiker: chitarra acustica (brano 6)
- Cağatay Akyol: arpa (brano 2)
- Can Atilla: pianoforte e tastiera (tutti i brani)
- Celalettin Bicer: ney (brano 2)
- Deniz Göktas: qanun (brano 5)
- Faria: voce (brani 1,3,6,7,8,11)
- Hakan Elbaşı: oud (brano 2)
- Mete Yalcın: violino (brani 1,3,12)
- Özgür Baskin: violino (brano 2)
- Özlem Ünaldi: voce narrante (brani 8 e 10)
- Turay Dinleyen: violino orientale (brani 1,5,12)

## Autori
- Can Atilla: testi e musica, tutti i brani
- Serap Besimoğ: testi (brani 8 e 10)